# Josif Mihali
Josif (Józef) Mihali też jako: Josif Papamihali (ur. 23 września 1912 w Elbasanie, zm. 26 października 1948 w Maliq) – albański duchowny katolicki rytu bizantyjskiego, więzień sumienia, błogosławiony Kościoła katolickiego.

## Życiorys
Syn Alqiviadha i Efemi. Dzięki wsparciu archimandryty Pietro Scarpeliego kształcił się w seminarium w Grotaferrata, a następnie w Kolegium św. Atanazego w Rzymie. W grudniu 1935 został wyświęcony na kapłana, a pierwszą mszę odprawił w rzymskim kościele św. Atanazego. W 1936 powrócił do rodzinnego Elbasanu, w którym zajmował się organizacją parafii katolickiej obrządku bizantyjskiego, stamtąd skierowany do Lushnji, Pogradca, a następnie do Korczy. 31 października 1946 został aresztowany w Korczy przez funkcjonariuszy Departamentu Obrony Ludu. Skazany przez sąd wojskowy na 10 lat więzienia za współpracę z okupantem i współpracę z Watykanem. Karę odbywał w obozie pracy na bagnach w pobliżu Maliq. 26 października 1948 został utopiony żywcem przez strażników w czasie pracy.
Mihali znalazł się w gronie 38 Albańczyków, którzy 5 listopada 2016 w Szkodrze zostali ogłoszeni błogosławionymi. Beatyfikacja duchownych, którzy zginęli "in odium fidei" została zaaprobowana przez papieża Franciszka 26 kwietnia 2016.
Imię Mihaliego nosi jedna z ulic w północnej części Tirany.